# Associação Joaçaba Esporte e Cultura
A Associação Joaçaba de Esporte e Cultura, de nome fantasia Joaçaba Futsal, é um clube de futsal brasileiro da cidade de Joaçaba, Santa Catarina. Fundado em 31 de janeiro de 2001, compete na modalidade desde 2012.
O clube recolocou o município no esporte após quatro anos sem um representante, por iniciativa de jovens empresários e ex-jogadores de equipes extintas. Apesar de muito jovem, já acumulou conquistas importantes: são 3 títulos estaduais, somando Série Ouro, Série Prata e Recopa Santa Catarina. Em 2022, levantou seu primeiro troféu regional ao vencer a Liga Sul de Futsal.
Desde seu acesso à elite estadual, o Joaçaba se estabeleceu como um dos clubes mais competitivos de Santa Catarina. Atualmente, é uma das franquias integrantes da Liga Nacional, principal competição de futebol de salão do país.

## História
O município de Joaçaba viveu seu auge na modalidade entre as décadas de 1970 e 1990, com títulos estaduais em 1979 e 1983 e participações no torneio nacional da época. A tradição no esporte enfraqueceu até não existirem mais equipes ativas no início do século XXI. Nesse cenário, um grupo, formado por empresários e ex-atletas que participaram da "era de ouro", propôs a criação de um departamento de futsal à Associação Joaçaba de Esporte e Cultura, no ano de 2012.
Logo na primeira temporada de atividade, o novo Joaçaba Futsal conquistou o título da Primeira Divisão catarinense (atual Série Prata) e foi promovido à elite estadual, vencendo o Botafogo de Canoinhas por 2 a 1, de virada.
Em outubro de 2016, após boas campanhas em nível estadual, a diretoria decidiu avançar mais uma importante etapa no projeto e confirmou a entrada do Joaçaba na Liga Nacional de 2017, o principal torneio da modalidade no Brasil, firmando acordo com a Jaclani Esportes para a compra de uma franquia na liga. O ano de estreia foi satisfatório: décima colocação na fase classificatória, com um aproveitamento de 45,8%, e eliminação nas oitavas de final para o tradicional Atlântico de Erechim.
Na temporada de 2019, o Joaçaba iniciou o Campeonato Catarinense liderando a primeira fase, com 27 pontos conquistados em 14 partidas disputadas. Como líder, se classificou diretamente às semifinais e apenas esperou o São Francisco eliminar Jaraguá nas quartas de final. Em casa, finalizou o placar agregado em 5 a 4 e selou a ida à final, contra o Joinville. Na decisão, venceu a partida de ida em casa, por 1 a 0, e foi ao Cau Hansen precisando apenas do empate. O Leão fez o primeiro gol, sofreu a virada e conseguiu igualar o placar na segunda etapa: 2 a 2, com agregado de 3 a 2 e título inédito para o Joaçaba. A cidade via seu terceiro título catarinense na modalidade.
O ano seguinte trouxe mais um troféu: na Recopa Santa Catarina, foi superado por 5 a 3 na partida de ida, contra o São Francisco, e precisou vencer tanto o tempo regulamentar quanto a prorrogação na volta, em casa. Dito e feito: 3 a 2 nas duas primeiras etapas e, após gol de Yan e série de defesas de ambos os goleiros, triunfo por 1 a 0 no tempo extra para sacramentar o título.
Dois anos depois, na temporada de 2022, o Joaçaba participou da 12ª edição da Liga Sul de Futsal. Com três vitórias na fase inicial contra Santiago, Marreco e Foz Cataratas, o Leão se classificou à final do torneio sediado em Foz do Iguaçu.[carece de fontes?] Após empate por 2 a 2 no tempo normal, Joaçaba venceu a prorrogação contra o Foz por 3 a 0: gols de Peru, Juninho, Gui, Nairton e Leandrinho. Em sua estreia na tradicional competição, o clube joaçabense conquistou seu primeiro troféu regional.

## Ginásio
O Joaçaba manda suas partidas no Centro de Eventos da Unoesc, um ginásio localizado no complexo esportivo da universidade. A capacidade para 3.500 espectadores possibilita que o clube se mantenha entre as maiores médias de público da Liga Nacional a cada temporada, mesmo com uma população de apenas 30 mil habitantes no município.
No ano de 2022, o ginásio foi reformado e modernizado para proporcionar maior conforto a todas as partes envolvidas nos eventos esportivos e culturais. Iniciada em dezembro de 2021, a reforma contemplou banheiros, vestiários, arquibancadas e adaptações de acessibilidade e segurança, além da instalação do piso flutuante de madeira na quadra, atendendo os padrões da FIFA.
Quando o espaço não está disponível, o Joaçaba possui alguns locais como alternativa: o Ginásio Municipal Gabriel Hausberger, em Treze Tílias, por exemplo, foi utilizado na semifinal do Campeonato Catarinense de 2024, contra o Jaraguá.

## Rivalidades

### Clássicos estaduais
Naturalmente, como integrante da Liga Nacional de Futsal, o Joaçaba desenvolveu rivalidades maiores com as equipes catarinenses que também disputam campeonatos nacionais. Os principais clássicos são contra Jaraguá e Joinville, clubes que sempre estão entre os mais fortes do futsal brasileiro e possuem grande investimento. O último, inclusive, foi o adversário do Leão na final de seu único título do Campeonato Catarinense, em 2019.
Levando em conta o aspecto geográfico, o Concórdia é o "vizinho" de maior tradição. Os concordienses viveram o auge durante os primeiros anos do Joaçaba, chegando a alcançar um vice-campeonato na Liga Nacional de 2013. Outros clubes que aparecem com frequência na história recente do Leão são Blumenau e Tubarão, também membros da Liga.

### Clássicos nacionais
Como clube em desenvolvimento, o Joaçaba ainda constrói rivalidades com equipes de outras regiões. Seus principais adversários acabam sendo do Sul do país, especialmente clubes com quem já protagonizou partidas decisivas, como o Atlântico, algoz do Leão em sua estreia na Liga Nacional, e o Foz, vice-campeão na conquista da Liga Sul do Joaçaba.

## Títulos
| REGIONAIS                | REGIONAIS                            | REGIONAIS | REGIONAIS  |
|                          | Competição                           | Títulos   | Temporadas |
| ------------------------ | ------------------------------------ | --------- | ---------- |
| url=Região Sul do Brasil | Liga Sul de Futsal                   | 1         | 2022       |
| ESTADUAIS                |                                      |           |            |
|                          | Competição                           | Títulos   | Temporadas |
| Santa Catarina           | Campeonato Catarinense - Série Ouro  | 1         | 2019       |
| Santa Catarina           | Campeonato Catarinense - Série Prata | 1         | 2013       |
| Santa Catarina           | Recopa Santa Catarina                | 1         | 2020       |

### Outras conquistas
- Jogos Abertos de Santa Catarina - Etapa Centro-Oeste: 2014, 2017, 2022 e 2024
- Jogos Abertos de Santa Catarina - Etapa Microrregional: 2017
- Copa Tapera de Futsal: 2019
- Laranjeiras Cup: 2019
- Copa Chopinzinho de Futsal: 2020
- Liga do Desporto Universitário de Quadras - Regional: 2013
- Jogos Universitários Catarinenses: 2013, 2014 e 2015
- Jogos Universitários Brasileiros: 2014 e 2015

### Campanhas de destaque
- Supercopa do Brasil de Futsal: semifinalista em 2023
- Campeonato Catarinense de Futsal: vice-campeão em 2018
- Recopa Santa Catarina de Futsal: vice-campeão em 2021

## Elenco atual
Atualizado pela última vez em 6 de janeiro de 2025.